# Nanomedio
Los Nanomedios, tal y como indica la morfología de la palabra (nano- pequeño/-media – medios de comunicación), son medios de comunicación alternativos a pequeña escala hechos por y para un público específico no necesariamente reducido, con nulo o escaso presupuesto y que se han generado a partir de los movimientos sociales.
El término nanomedios de comunicación fue propuesto por John Downing (Global media researcher en la Facultad de Comunicación de Masas y Media Arts de la Universidad de Illinois)  y Mojca Pajnik (Instituto Peace Research Institute en Ljubljana), con el fin de hacer comprender el impacto de las nuevas nanotecnologías en la sociedad actual, así como para “quitar la obsesión con el poder de los grandes medios de comunicación”.
Así pues, son los avances tecnológicos los que han permitido la existencia del concepto  nanomedios en la actualidad. 

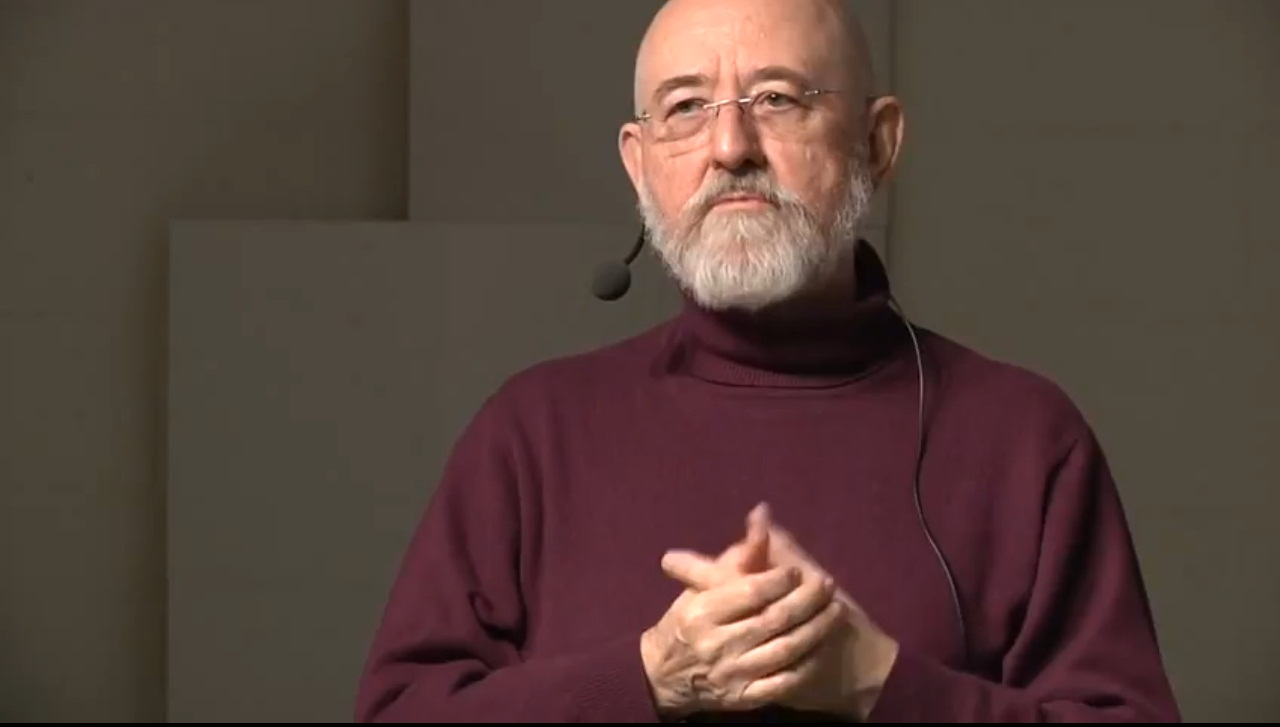
John Downing

A la práctica, se pueden entender los nanomedios como los blogs que se han creado a partir del flujo de información entre los miembros de un colectivo en la web. También se les suele llamar medios alternativos de comunicación, pues buscan ofrecer una opinión paralela a la de los macromedios (televisión, prensa, radio). Es lo que Nancy Fraser (1997) llama contrainformación o contrapúblicos, esferas alternativas de la opinión pública no hegemónica. No siempre, a pesar de ser este su objetivo principal,  estos medios consiguen construir con éxito un contrapúblico. Su éxito o fracaso es variable, si bien es cierto que en épocas de auge de movilización y protesta aumenta su popularidad.
Downing entiende los nanomedios como medios comunitarios (término propuesto por diferentes investigadores). Según Downing, “los nanomedios han sido una característica del escenario cultural y político desde hace mucho tiempo” (Medios comunitarios, movimientos sociales y redes, 2010). 
Si bien Internet es la base sobre la que han surgido estos nuevos medios alternativos de información, la aparición de la web 2.0 es la que ha permitido su desarrollo gracias a la interconectividad entre usuarios, lo cual facilita la correspondiente intercreatividad. Las redes sociales han ayudado a propulsar y a generar nuevos nanomedios debido a la retroalimentación y el flujo de información entre colectivos, grupos y comunidades.
Los nanomedios también se pueden entender como blogs publicitarios con intención lucrativa que muchas empresas han llevado a cabo para sus fines comerciales. Así, los nanomedios no solo versan sobre las noticias o el seguimiento de la actualidad, sino que pueden tener una temática muy variada: cocina, recursos humanos, deportes, belleza, salud…

## Términos relacionados
- Nanopublicaciones (nanopublishing)
- Micromedio
- Nanotecnología